# Usurpador
Usurpador (del latín usurpator y este de usurpare -"tomar para su uso", "usar"-) es el término utilizado para denominar a la persona o grupo de personas que comete el delito de usurpación, reclamando u obtienendo el poder de forma ilegítima y controvertida.
Se utilizaba el término para el que toma el título de rey en una monarquía, aunque también puede darse en cualquier otra forma de gobierno, incluso en la democrática. 
Algunos ejemplos históricos de usurpadores son: los usurpadores romanos, el Papa León IX, Enrique IV de Inglaterra, varios zares del siglo XVII, Catalina II de Rusia, Miguel I de Portugal, Habibullah Ghazi de Afganistán, etc.
El término se aplica a un militar ultra vires, es decir, fuera de su autoridad o jurisdicción.